# De Goede Dood
De Goede Dood is een dramafilm uit 2012 van Wannie de Wijn op basis van de theatershow De Goede Dood die in 2008 de Toneel Publieksprijs won.

## Verhaal
Bernhard heeft terminale longkanker en heeft zijn huisarts (tevens huisvriend) Robert bereid gevonden euthanasie uit te voeren, hoewel deze er eigenlijk mee wilde stoppen wegens twijfels. Zijn twee broers (Michael, zakenman die uit China is overgekomen en Ruben, die autistisch is en waarvan het de vraag is of het bijwonen van de euthanasie niet te heftig voor hem is) en zijn dochter Sam komen hiervoor hem en zijn vrouw Hannah vanaf de dag tevoren opzoeken om afscheid te nemen en het mee te maken. Er worden twijfels uitgesproken of Bernhard het echt wil of dat hij ertoe is aangezet, en of de erfenis daarbij een rol zou kunnen hebben gespeeld. Ook wordt voorgesteld de euthanasie uit te stellen, al is het maar tot later op de dag, maar dat wordt door Robert, mede namens Bernhard afgewezen, het blijft 9 uur de volgende dag zoals afgesproken. Na wat geruzie vindt er toch een waardige euthanasie plaats met twee injecties, een voor verdoving en één om het sterven te bewerkstelligen.

## Acteurs
- Huub Stapel
- Wilbert Gieske
- Peter Tuinman
- Hans Thissen
- Will van Kralingen
- Saskia Bonarius

## Trivia
De Goede Dood was een theatervoorstelling die later als film werd uitgebracht. Hoewel het stuk door diverse amateurtoneelverenigingen op de planken werd gebracht, maakte de uitvoering van Veeking Theaterproducties in 2017 onder regie van toneelschrijver en regisseur Jerry Veenendaal zoveel indruk, dat een aantal maanden later een succesvolle reprise volgde.